# وولا (کامپانیا)
وولا (کامپانیا) (به ایتالیایی: Volla) یک کومونه در ایتالیا است که در استان ناپل واقع شده‌است.

## خصوصیات
وولا ۶٫۲ کیلومترمربع مساحت و ۲۳٬۲۵۱ نفر جمعیت دارد.